# Two World Financial Center
Two World Financial Center – 44-kondygnacyjny wieżowiec biurowy (należący do kompleksu World Financial Center) umiejscowiony w nowojorskiej dzielnicy Lower Manhattan na Manhattanie. Budowa tego budynku rozpoczęła się w 1983, zaś ukończona została w kwietniu 1986. Biurowiec został częściowo uszkodzony po zamachach z 11 września 2001 i zamknięty do lutego 2002. Budynek znajduje się pod adresem 225 Liberty Street i mierzy 197 m (do dachu).